# Nebílovy
Nebílovy (deutsch Nebillau, auch Nebilau) ist eine Gemeinde mit 336 Einwohnern (Stand 2014) in Tschechien. Sie liegt zehn Kilometer nordwestlich der Stadt Blovice und gehört dem Okres Plzeň-jih an.

## Geographie
Nebílovy befindet sich in 428 m ü. M. am westlichen Abhang des Průhon (503 m) zum Tal des Nebílovský potok. Durch den Ort verläuft die Staatsstraße 183, die von Losiná nach Přeštice führt.
Nachbarorte sind Štěnovický Borek und Nebílovský Borek im Norden, Chválenice im Nordosten, Chouzovy und Želčany im Osten, Střížovice im Südosten, Netunice im Süden, Prusíny und Předenice im Südwesten sowie Čižice im Nordwesten.

## Geschichte
Die erste urkundliche Erwähnung des Dorfes und der Feste Nebílovy erfolgte 1327, Besitzer war Racek z Nebílova. Zum Ende des 14. Jahrhunderts vereinigten sich mit der Heirat mit Anna z Netunic beide Adelsfamilien und das Geschlecht der Netunický z Nebílov entstand. Annas Sohn Vílem Netunický z Nebílov wurde zu einer der bedeutendsten Persönlichkeiten des Pilsener Landes. Der strenge Katholik gründete gemeinsam mit dem Abt Arnold des Klosters Pomuk die klösterlichen Ansiedlungen Střížovice und Blovice. Während der Hussitenkriege kämpfte er auf Seiten der Katholiken und setzte 1425 und 1433 in der Kirche Prusíny wieder katholische Geistliche ein. In dieser Zeit erlitt der Ort durch die Hussiten starke Verwüstungen und 1434 wurde Nebílovy bei der Belagerung von Pilsen durch die Taboriten geplündert. Dessen gleichnamiger Sohn Vílem der Jüngere musste 1454 seine Besitzansprüche an den Pomuker Dörfern an einen Treuhänder abtreten. Im 15. Jahrhundert fiel der Besitz an die Linie der Nebílovský von Drahobuz und die Erbin Marianne verkaufte Nebílovy an Ladislav Běšín z Běšin. Im 16. Jahrhundert verwalteten die Brüder Jan und Hynek Netunický auf Netunice den Besitz. Von ihren Erben erwarb die Grundherrschaft 1575 Peter Freiherr von Hertenberg. Weitere Besitzer waren Jan Hradištský z Hořic und dessen Witwe Anně Pouzarovná z Michnic, die ihn 1604 an Marianne Kokořovec auf Svárov und Šťáhlavy veräußerte. Ihr Mann Karel Kokořovec von Kokořov vereinigte die Herrschaften Nebílovy und Šťáhlavy. Nach Mariannes Tod erfolgte 1624 eine Erbteilung und Kryštof Karel Kokořovec erhielt den Nebillauer Anteil. 1670 erlosch mit dem Tod des schwachsinnigen Johann Adam Kokořovec die Nebillauer Linie des Geschlechts. 1673 wurde der Prager Bürger Servatius Engel Freiherr von Engelfluß Herr auf Nebílovy. Dessen Sohn Arnold Alois Engel von Engelfluß verkaufte die Herrschaft 1685 an Graf Jan Jindřich Kokořovec von Kokořov, der sie mit Netunice und Šťáhlavy vereinigte und 1705 wegen Überschuldung an den Feldmarschall Adam Heinrich von Steinau veräußern musste. Steinau beauftragte noch im selben Jahr Johann Lucas von Hildebrandt mit der Erstellung der Baupläne zum Umbau der alten Renaissancefeste zum Barockschloss Nebillau, das er nach Abschluss der Bauausführung durch den Pilsner Baumeister Jakob Auguston d. J. zu seinem Alterssitz machte. Seine Tochter, die Gräfin Maria Theresia von Vrtba, verkaufte Nebílovy 1715 an Antonia Czernin von Chudenitz auf Šťáhlavy und es erfolgte die dritte Vereinigung beider Herrschaften. Jan Vojtěch Czernin, der den Besitz 1784 von seinem Vater Hermann Jakob geerbt hatte, ließ das verfallene Schloss zwischen 1784 und 1789 wieder herrichten. 1797 hatte das Dorf 380 Einwohner. Jan Vojtěch starb ohne Nachkommen und sein Erbe fiel 1816 an Christian Vincent von Waldstein aus der Wartenberger Linie des Geschlechts, dessen Interesse ausschließlich dem Herrschaftssitz Šťáhlavy galt und das Nebillauer Schloss dem Verfall preisgab.
Nach der Ablösung der Patrimonialherrschaften wurde Nebilau zum 3. Juni 1850 eine eigenständige Gemeinde, die seit 1855 zum Pilsener Bezirk gehörte. 1877 pachtete Leopold Pleninger auf Kolinetz die Domänen Nebilau, Nettonitz und Borek für 12 Jahre. 1883 entstand im Dorf eine Kapelle mit Glockenturm. In den 1890er Jahren erfolgten Reparaturen am Schloss und der Ort hatte 350 Einwohner. Bis befand sich das Schloss und die Domäne im Besitz der Waldsteiner. Bei der Bodenreform von 1924 wurde der Gutsbesitz aufgeteilt.
1964 wurde das Dorf nach Netunice eingemeindet und seit 1990 ist es wieder selbstständig. 1967 wurde das Schloss verstaatlicht und erste Erhaltungsmaßnahmen eingeleitet. 1992 ging das Schloss in den Besitz der Gemeinde zurück und seit 1998 ist es öffentlich zugänglich.

## Gemeindegliederung
Für die Gemeinde Nebílovy sind keine Ortsteile ausgewiesen. Zur Gemeinde gehört der Weiler Prusíny (Prusing).

## Sehenswürdigkeiten

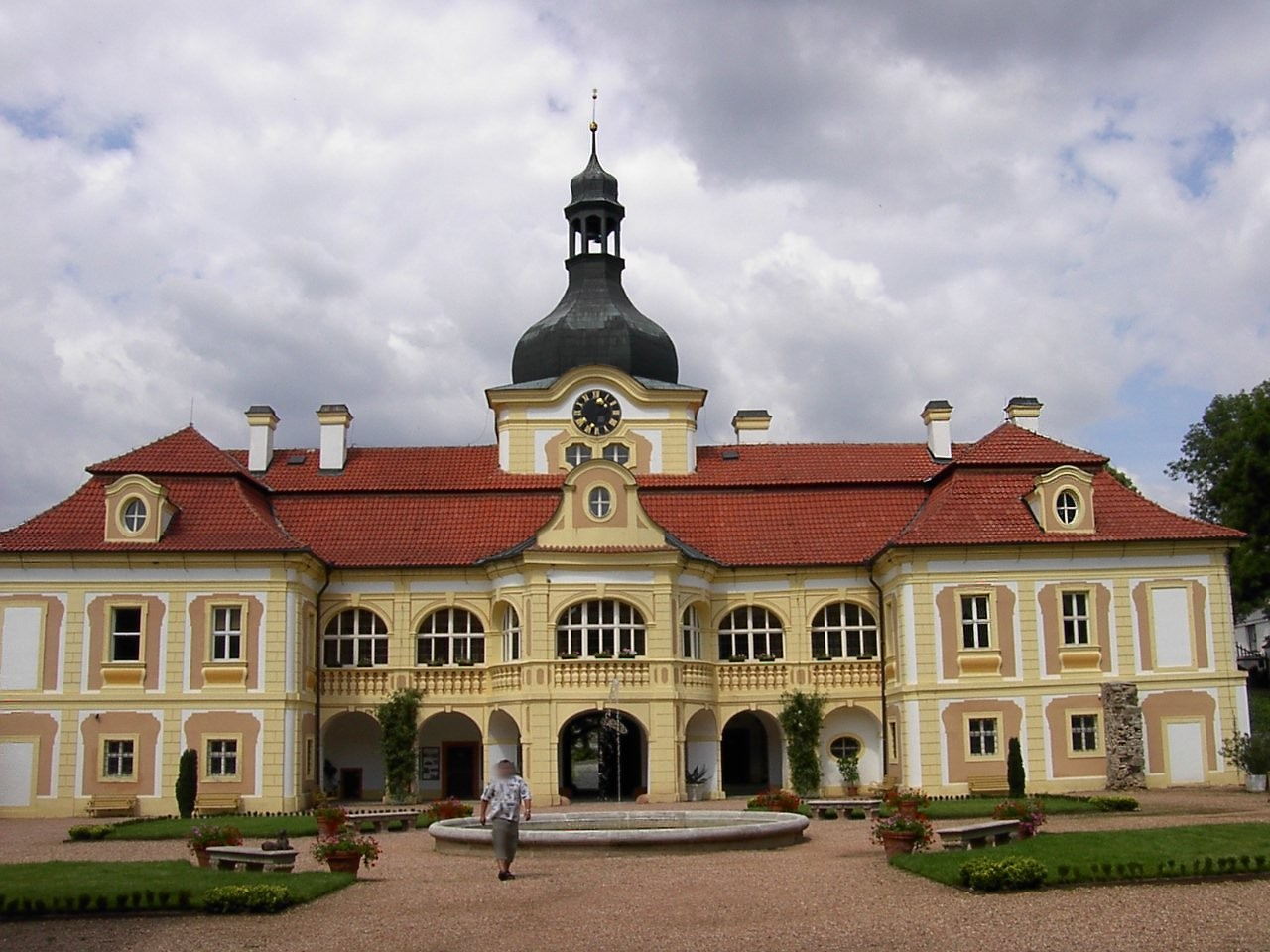
Schloss Nebílovy

- Schloss Nebílovy und historischer Kornspeicher
- Kapelle des Hl. Johannes von Nepomuk mit Glockenturm am Dorfplatz, errichtet 1883
- Kapelle St. Barbara im Wäldchen „V Lipí“ nördlich des Dorfes, 1859 durch Anna Stolzpartová auf Střížovice, geb. Bendová z Nebílov, gestiftet
- Kirche Jakobus d. Ä. und Pfarrhaus in Prusíny